# Ненов, Иван
Иван Ненов (болг. Иван Василев Ненов; 17 мая 1902 — 4 сентября 1997) — болгарский станковый живописец (предпочитал масляную и темперную технику), мозаичист, керамист XX века. Как искусствовед, публиковал исследовательские тексты.
Известен своими портретами, картинами, изображающими обнажённых женщин, часто на фоне открытого пространства: на морском берегу, в проёме балконного проёма. Начиная с ранних студенческих работ демонстрировал высочайшую живописную культуру, утончённость колорита, свободное владение рисунком человеческой фигуры.

## Биография
Иван Нонев родился 17 мая 1902 года. В 1925 он окончил Академию художеств в Софии по классу живописи, в мастерской профессора Николы Маринова. Вступил в члены Общества новых художников .
В начале 1944 на его студию в Софии упала бомба союзнической авиации, систематически атаковавшей болгарскую столицу (болг.). Мастерская выгорела дотла. Огонь уничтожил около ста произведений, созданных с 20-х годов .
В 50-е годы, в довершение всех бед, художник был репрессирован «за формализм» (то же, впрочем, случилось применительно к большинству независимо мыслящих, ориентированных на европейский уровень живописи художников того поколения). Тогда же Ненов открыл для себя чисто художественные, декоративные свойства керамики, не связанные с утилитарной её функцией . 
После того, как он был уволен из Национальной академии изобразительных искусств и получил запрет на профессию живописца (ни выставлять, ни продавать свои работы ему было нельзя), он освоил профессию гончара и скульптора в жанре мелкой пластики: терракота, шамот, глазурь.
В отличие от ряда менее стойких коллег, Иван Ненов не шёл компромисс. Вынужденно оставаясь в изоляции, он понимал, сколь высока цена свободы для художника, и готов был платить эту цену .
Женой Ивана Ненова была художница Екатерина Савова-Ненова.

## Творчество
Стилистически многие из характерных для Ненова работ составлены, как шарады, из вереницы отсылок к истории современного искусства. Пластическое развитие художника шло параллельно с пикассовскими неоклассицистскими вещами, с метафизической живописью де Кирико , с опытом некоторых сюрреалистов: Дали, Танги; в некоторой мере, с экспериментами Стржеминьского (но без ухода в беспредметность).
Своеобразной визитной карточкой Ивана Ненова стали его полотна с женщинами перед зеркалом и/или у балкона с видом на море в Созополе . 
Работы выполнены в особой, разработанной Неновым технике, едва ли доступной для подражания . Сильно высветленный, благородно сдержанный колорит привносит в картины светоносную пространственность.

## Изображения в сети
- Женщина перед зеркалом, 1930-е годы. Архивная копия от 29 августа 2015 на Wayback Machine Масло. Частная коллекция
- Синьора Росси, 1936. Масло (недоступная ссылка) Городская галерея искусств Софии[болг.] (болг.)